# Muschelhaufen (Jahresschrift)
Muschelhaufen ist eine deutschsprachige Jahresschrift für Literatur und Grafik, die wegen der originellen Verbindung von Kunst und Wort Beachtung fand. Sie wurde seit 1969 (mit einer zwölfjährigen Unterbrechung) von Erik Martin in Viersen herausgegeben und hat mit der Ausgabe 47/48–2007/2008 das Erscheinen eingestellt.

## Geschichte
Die Zeitschrift Muschelhaufen entstand in der Nachfolge des grenzwaldfahrers, eines kleinen Magazins, das aus dem Umkreis der Bündischen Jugend im Gebiet des Kaldenkirchener Grenzwalds von 1962 bis 1969 herausgegeben wurde. Als sich die Mitglieder infolge ihres Studiums über ganz Deutschland verstreuten und nun Literatur, Kunst und Musik Hauptthemen waren, wurde die Zeitschrift im Herbst 1969 in Muschelhaufen umbenannt. Die Übergangsausgabe Nr. 15 (1969) trug sowohl die Titel grenzwaldfahrer bzw. die Abkürzung gwf als auch Muschelhaufen. 1975 bis 1985 stellte die Zeitschrift vorübergehend ihr Erscheinen ein. Von 1993 an wurden ausschließlich Erstveröffentlichungen publiziert; jede Ausgabe enthielt einen umfangreichen Bildteil. Die Auflage lag zuletzt bei 1000 Exemplaren, die Seitenzahl zwischen 200 und 230. Neben dem Normalabonnement gab es ein zusätzliches Sonderabonnement, dessen Ausgaben jeweils eine signierte und von 1 bis 350 nummerierte Original-Kunstbeilage enthielten. Ab 1999 trug Muschelhaufen den Untertitel „Jahresschrift für Literatur und Grafik“. Zum redaktionellen Mitarbeiterkreis gehörten unter anderem der Künstler Martin Lersch und der Schriftsteller Peter Klusen.

## Inhalt und Besonderheiten
Zum Inhalt jeder Ausgabe gehörten erzählende Prosa, Essays, Lyrik und Rezensionen, die vielfältig mit Kunst kombiniert wurden (Illustrationen, Fotoserien, eigenständige Werke). Renommierte Autoren stellten Arbeiten als Erstveröffentlichung zur Verfügung, doch zielte der Muschelhaufen auch darauf, noch wenig bekannten Künstlern und Autoren eine hochwertige Veröffentlichungsplattform zu bieten. So publizierten zum Beispiel Katrin Askan, Uwe Tellkamp und Markus Orths bereits in der Jahresschrift, bevor sie später den Ingeborg-Bachmann-Preis erhielten. Besonders umfassende Essays über Mail Art, deutschsprachige Prosa, Literaturzeitschriften und Lyrikverlage stammten von dem ständigen Redaktionsmitarbeiter Theo Breuer. Zudem gab es einige Sonderausgaben, zum Beispiel über den Schriftsteller Werner Helwig oder über Literatur aus Polen von Dieter Kalka (2001).
Das spezielle Merkmal der Jahresschrift waren die regelmäßigen umfangreichen „Sonderteile“, die einem bestimmten Thema gewidmet waren, beispielsweise über „Literatur in Grönland“ (2005), „Junge dänische und norwegische Literatur“ (2000) oder über die Künstlerin Gertrude Degenhardt (2007/2008). Unter anderem wurden oft bereits in Vergessenheit geratenen Autoren wie Fritz Graßhoff oder Margot Scharpenberg Raum und neue Bewertungen gegeben. „Echte Schätze hat der Muschelhaufen mit den Sonderteilen gehoben. So stellt er Schriftsteller aus Grönland mit ihren zumeist politisch und sozialkritisch angehauchten Texten vor. Für die meisten deutschen Leser wird es der erste Kontakt mit der vermutlich jüngsten Literatur-Szene der Welt sein.“

## Autoren und Künstler
Zu den bekannten Autoren, die im Muschelhaufen veröffentlichten, gehörten unter anderem der österreichische Lyriker Ernst Jandl und die mit dem Friedenspreis des Deutschen Buchhandels ausgezeichnete Islamwissenschaftlerin Annemarie Schimmel, ferner Brigitte Kronauer, Günter Kunert, Siegfried Lenz, Christoph Meckel und Guntram Vesper. Besonders bemühte sich die Jahresschrift um die Wiederentdeckung der Schriftsteller Werner Helwig und Albert Vigoleis Thelen, von denen auch nachgelassene Texte veröffentlicht wurden. Junge Lyriker wie Jan Wagner oder Anja Utler kamen ebenso zu Wort wie ältere, zum Beispiel Johannes Kühn oder Margarete Hannsmann. Zu den namhaften Künstlern, die Werke für die Jahresschrift zur Verfügung stellten, gehörten unter anderem die Fotografin Barbara Klemm, der in New York lebende Clemens Weiss (Titelgestaltung), der Maler Markus Gramer (Kunstbeilage), Erwin Heerich, Fritz Schwegler und die Buchkünstlerin Elke Rehder.

## Zitate über den Muschelhaufen
- Mark Siemons: „Eine wachsende Zahl von Zeitschriften mit geringer Auflage versucht dem Mainstream mit manchmal etwas tollkühnen Drehungen zu entkommen. Sie heißen Muschelhaufen, […]“.[6]
- Michael Buselmeier charakterisierte den Muschelhaufen als „eine gutmütige Nebenlinie des sonst beinharten Literaturbetriebs.“[7]
- Hermann Kurzke: „Muscheln sind die kleinen, unbeachteten Pretiosen am Strand der großen Literatur“.[8]

## Sekundärliteratur
- Bernhard Fischer; Thomas Dietzel: Deutsche literarische Zeitschriften 1945–1970. Ein Repertorium. Hrsg. Deutsches Literaturarchiv. De Gruyter Saur, München 1992, ISBN 978-3-598-22000-5
- Hermann Kurzke: Mit frischem Wind in die Romantik. In: FAZ. 1. Januar 1994.
- Michael Buselmeier: Hungerphasen, Wandervögel. In: Frankfurter Rundschau. 8. April 2000.
- Helga Seifert: Der letzte Muschelhaufen. Rheinische Post, 24. Februar 2007.
- Markus Orths: Abschied vom Muschelhaufen. In: Am Erker. Zeitschrift für Literatur. Nr. 53. Daedalus, Münster 2007, ISBN 978-3-89126-553-6.
- Paul Wietzorek: Muschelhaufen 2007/2008. In: Der Niederrhein. Nr. 3, 2007, ISSN 0342-5673.